# Антем
Анте́м (англ. anthem) в англиканской церкви — жанр многоголосной вокальной музыки (в том числе, с инструментальным сопровождением), род духовной кантаты с текстом на английском языке, заимствованным, в основном, из Псалтири. Расцвет жанра пришёлся на вторую половину XVI и XVII вв.

## Характеристика. Полные и стиховые антемы
Литургически антемы возникли на месте католических вотивных (посвятительных) антифонов (отсюда название anthem, происходящее от саксонского слова antefn, а то, в свою очередь, от др.-греч. ἀντίφωνα). Антемы исполняются на англиканской вечерне (комплетории) и на утренних службах, и обычно посвящены Богородице и другим святым. Тексты антемов заимствуются, чаще всего, из Псалтири (в её стихотворных переводах, англ. metrical Psalter), но также из англиканского молитвослова, т.наз. «Книги общих молитв». В соответствии с требованиями простоты и отчётливости, которые реформаторы церкви предъявляли к озвучиванию молитвословных текстов, англиканские антемы задумывались как общинное силлабическое и моноритмическое пение, «как если бы молитва вовсе не распевалась». 
В реальной практике ранние антемы были полифоническими сочинениями с некоторым количеством имитаций, нередко контрафактуры латинских (католических) мотетов, как, например, антемы Т. Таллиса «Arise, O Lord» and «With all our hearts» — контрафактуры его же мотета «Salvator mundi». Такой тип хорового антема (без инструментального сопровождения или со скромным аккомпанементом на органе) называется полным (англ. full anthem). 
В период между 1565 и 1644 гг. получила развитие иная разновидность антема, для которой специфично чередование разделов сольного пения (англ. verses) с хоровыми разделами, причём в сопровождении музыкальных инструментов — обычно органа или струнного консорта, в особо торжественных случаях также в сопровождении духовых. Такой антем называется стиховым, или строфическим (англ. verse anthem). Жанровые истоки стихового антема — популярные в елизаветинские времена консортная песня и «пьеса с мальчиками-хористами» (англ. choirboy play). К концу XVI в. композиторы явственно отдавали предпочтение стиховому антему перед полным. Примеры таких сочинений — пасхальный стиховой антем «Christ rising again» У. Бёрда для дуэта дискантов, пятиголосного хора и виольного консорта (1589), антем Т. Морли «Out of the deep» для альта, пятиголосного хора и органа, написанные с использованием имитационной полифонии и сквозные по форме. Более поздние создатели антемов О. Гиббонс, Т. Томкинс и Т. Уилкс в ещё большей степени стремились к драматизации жанра, используя контрасты сольного пения и инструментального музицирования, мотивную разработку, имитации и т.п., их антемы временами напоминают поздние (театрализованные) итальянские мадригалы.
С середины XVII века антем ассимилировал некоторые черты французской и итальянской кантаты. Ещё бо́льшую роль в форме стали играть инструментальные прелюдии («симфонии») и интерлюдии (ритурнели); в особо торжественных случаях антемы включали (заключительную) хоровую юбиляцию «Аллилуйя»; наряду с полифоническим складом использовалась гомофония, вокальные ансамбли (в т.ч. диалогические) часто сопоставлялись с сольными ариозо и т.д. Благодаря этому общая протяжённость стихового антема выросла (особенно в сравнении с  полным антемом).
Стилистически многообразны и чрезвычайно изобретательны антемы Г. Пёрселла. Его полный антем «Hear my prayer, O Lord», Z 15 (до 1683) — пример имитационной полифонии и тонкой гармонической игры (в трезвучиях — замена минорной терции мажорной и наоборот, т.наз. мерцающая терция). Стиховой антем «Let mine eyes run down with tears» (Z 24, ок. 1682) выглядит как настоящая (и сквозная по форме) оперная сцена, в которой чередуются сольные фразы, диалоги, полифонические ансамбли и хор. «Rejoice in the Lord» (Z 49, ок. 1682; так называемый «Колокольный антем»), «They that go down to the sea» (Z 57, 1685) и особенно пышный, коронационный, антем «My heart is inditing» (Z 30, 1685) — образцы стихового «оркестрового» антема — напротив, содержат много безыскусной гомофонной (и моноритмической) музыки, восприятие которой упрощают инструментальные рефрены и повторы строфической формы. 
После восшествия на трон Якова II (1685) жанр антема утратил своё значение, которое не вернулось и после восстановления в стране «англиканского» правления (отчасти в связи с подъёмом популярности оперы). Последние художественно значимые образцы антема создал в 1716-18 гг. Г.Ф. Гендель (HWV 246–268).
В XVIII веке многие английские музыканты эмигрировали в Америку; так антем появился и в США. Наиболее известным антемом XIX века является «Hear My Prayer, o God» — сочинение Ф. Мендельсона для сопрано, хора и органа (или камерного оркестра), впервые исполненное в Лондоне в январе 1845 года.

## Другие значения термина
В Великобритании и США словосочетание national anthem — то же, что национальный гимн.